# Eurogare
Eurogare was een Belgische vennootschap die van 1995 tot 2022 bestond. Het was het Waalse vastgoedfiliaal van spoorwegmaatschappij NMBS dat optrad als studie- en ingenieursbureau, stations beheerde en stationsbuurten ontwikkelde. De Vlaamse tegenhanger was Eurostation.

## Geschiedenis
Eurogare was de opvolger van Euro Liège TGV, de in 1993 opgerichte vennootschap voor de bouw van het nieuwe station Luik-Guillemins. Ze was voor 75% in handen van de NMBS en voor 25% van de Waalse investeringsmaatschappij SRIW.
De NMBS-dochteronderneming kreeg kritiek voor de bouw van de megalomane stations in onder meer Luik en Bergen, waarvan de kosten hoog opliepen. In 2018 werd bekendgemaakt dat Eurogare, net zoals haar Vlaamse tegenhanger Eurostation, zou worden opgedoekt. Eurogare zou na de voltooiing van het station van Bergen begin 2020 worden opgedoekt, maar de uiteindelijke opheffing vond pas in januari 2022 plaats. In september 2018 geraakte bekend dat Vincent Bourlard, een gepensioneerde NMBS-directeur, als topman van Eurogare 10.000 euro bruto per maand verdiende en dat terwijl het vastgoedfiliaal amper 15 medewerkers telde en uitdovend was. Zelfs na de opheffing van Eurogare in januari 2022 ontving hij een loon van de NMBS om de overgang te regelen.

## Projecten
De belangrijkste projecten die Eurogare realiseerde zijn:
- Station Bergen
- Station Luik-Guillemins
- Station Namen